# 北陸ビジネスアカデミー
北陸ビジネスアカデミー（ほくりくビジネスアカデミー）は、かつて石川県金沢市三社町にあった私立専修学校。学校法人徳野学園が設置・運営していた。生徒数の減少により2005年（平成17年）3月末に閉校した。
技能連携制度により、4年間で北陸ビジネスアカデミー（専修学校高等課程）と向陽台高等学校普通科（高等学校）を同時入学・同時卒業できる。

## 所在地
- 石川県金沢市三社町11-21

## 教育

### 教育目標
- 生徒自身が持っている特性や付加価値をプラス評価することによって自信をもたせ、幸せに生きて行ける精神力と教養を伸ばすこと

## 設置学科
- 高等課程：ファッションビジネスコース、ペットビジネスコース（2001年 - 2004年度まで）
- 専門課程：ファッションビジネスコース、ペットビジネスコース（2001年 - 2004年度まで）

### 平成13年度入学生
- 高等課程・専門課程
- ファッションビジネスコース
- ペットビジネスコース

### 平成14・15年度入学生
- 高等課程・専門課程
- ファッションビジネスコース
- ペットビジネスコース
- 2003年（平成15年）度よりファッション及び生徒募集停止。
- 2004年（平成16年）度よりペットビジネス募集停止。

### 高等課程
- 専門課程高等課程
- 高等学校（普通科）卒業
- 高等学校（服飾科）卒業

### 専門課程
- 専門学校卒業
- 専門学校准教員認定（服飾）

## 通信制
- 男女共学

## 閉校
- 2004年（平成16年）4月、生徒数減少により閉校を決定した。
- 閉校となった2004年（平成16年）度時点の生徒数は、高等科2名、専門科5名の計7名であった。2005年（平成17年）3月11日の閉校式をもって北陸ビジネスアカデミーは閉校となった。